# Luciano Borzoni

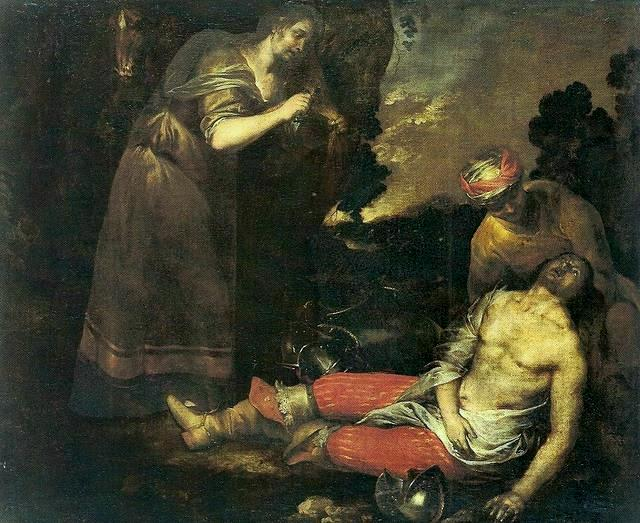
Erminia y Vafrino encuentran a Tancredo herido, 1635-1645

Luciano Borzoni fue un pintor sobresaliente en retratos y en la historia. Nació en Génova en 1590 y falleció en Milán en 1645. 
Su genio era vivo y fecundo, su dibujo correcto y su pincel muy suave. Sus tres hijos Juan Bautista, Carlos y Francisco María se distinguieron también en el arte que su padre había cultivado. Los dos primeros murieron muy jóvenes, hacia 1657. El último sobresalió en paisajes, vistas de mar y en tempestades. Se dice que se arriesgó a las incomodidades del tiempo y al furor de las olas para representar con más propiedad las escenas espantosas de la naturaleza. Murió en 1679, en Génova su patria.